# Distrikt Uticyacu
Der Distrikt Uticyacu liegt in der Provinz Santa Cruz in der Region Cajamarca im Norden Perus. Der Distrikt wurde am 1. Oktober 1941 gegründet. Er besitzt eine Fläche von 43,3 km². Beim Zensus 2017 wurden 1321 Einwohner gezählt. Im Jahr 1993 lag die Einwohnerzahl bei 1850, im Jahr 2007 bei 1664. Sitz der Distriktverwaltung ist die 2335 m hoch gelegene Ortschaft Uticyacu mit 151 Einwohnern (Stand 2017). Uticyacu befindet sich 17 km östlich der Provinzhauptstadt Santa Cruz de Succhabamba.

## Geographische Lage
Der Distrikt Uticyacu befindet sich in der peruanischen Westkordillere im Osten der Provinz Santa Cruz. Der Oberlauf des Río Chancay durchquert den Distrikt in nordnordwestlicher Richtung. Dessen Nebenflüsse Río San Juan und Quebrada La Granadilla begrenzen den Distrikt im Südosten und im Nordwesten.
Der Distrikt Uticyacu grenzt im Südwesten und im Westen an den Distrikt La Esperanza, im Norden an den Distrikt Chancaybaños, im Osten an den Distrikt Lajas (Provinz Chota), im Südosten an den Distrikt Chugur (Provinz Hualgayoc) sowie im zentralen Süden an den Distrikt Ninabamba.

## Ortschaften
Neben dem Hauptort gibt es folgende größere Ortschaften im Distrikt:
- Sangache